# Sophie Rodriguez
Sophie Rodriguez (Échirolles, 7 de julio de 1988) es una deportista francesa que compitió en snowboard.
Ganó una medalla de bronce en el Campeonato Mundial de Snowboard de 2013, en la prueba de halfpipe. Participó en tres Juegos Olímpicos de Invierno, entre los años 2006 y 2014, ocupando el quinto lugar en Vancouver 2010 y el séptimo en Sochi 2014, en la disciplina de halfpipe.

## Medallero internacional
| Campeonato Mundial | Campeonato Mundial              | Campeonato Mundial | Campeonato Mundial |
| Año                | Lugar                           | Medalla            | Competición        |
| ------------------ | ------------------------------- | ------------------ | ------------------ |
| 2013               | Stoneham-et-Tewkesbury (Canadá) | Medalla de bronce  | Halfpipe           |